# Vendeuil
 Vendeuil  es una población y comuna francesa, en la región de Picardía, departamento de Aisne, en el distrito de Saint-Quentin y cantón de Moÿ-de-l'Aisne.

## Demografía
| 931 | 956 | 883 | 867 | 881 | 856 |
| Para los censos de 1962 a 1999 la población legal corresponde a la población sin duplicidades (Fuente: INSEE [Consultar]) |     |     |     |     |     |